# Agrotis incommodoides
Agrotis incommodoides är en fjärilsart som beskrevs av Emilio Berio 1950. Agrotis incommodoides ingår i släktet Agrotis och familjen nattflyn. Inga underarter finns listade i Catalogue of Life.